# Brumano
Brumano (lombardul: Brömà) település Olaszországban, Lombardia régióban, Bergamo megyében. Lakosainak száma 124 fő (2023. január 1.). Brumano Fuipiano Valle Imagna, Vedeseta, Locatello, Rota d’Imagna, Erve, Lecco, Morterone és Sant'Omobono Terme községekkel határos.

## Népesség
A település népességének változása:
| Lakosok száma | 117  | 119  | 124  |
|               | 2017 | 2018 | 2023 |